# Trialeurodes drewsi
Trialeurodes drewsi es un hemíptero de la familia Aleyrodidae, con una subfamilia: Aleyrodinae.
Fue descrita científicamente por primera vez por Sampson en 1945.